# La Massana (miasto)
La Massana – miasto w Andorze, stolica parafii La Massana. Według danych na rok 2012 liczy 4985 mieszkańców.